# Сан-Ладзаро-дельи-Армени
Сан-Ладзаро-дельи-Армени (итал. San Lazzaro degli Armeni [san ˈladdzaro deʎʎ arˈmɛːni], вен. San Làzaro dei Armeni «Святой Лазарь армян», арм. Սուրբ Ղազար կղզի Surb Łazar kłzi [suɾpʰ ʁɑˈzɑɾ kəʁˈzi] «остров святого Лазаря») — небольшой остров в южной части Венецианской лагуны между островами Лидо и Сан-Серволо (Италия), один из основных мировых центров армянской культуры.

## История
С XII века на острове находилась карантинная станция, а позднее — венецианский лепрозорий Св. Лазаря (покровителя прокажённых), который и дал название острову.
С XVI века остров был покинут людьми. В 1717 году сюда прибыл армянский католический монах Манук ди Пьетро (Мхитар Севастийский), бежавший ранее вместе с группой последователей из Мореи, которая стала ареной военного противостояния между Венецией и Османской империей, и отдавшийся под покровительство папы Климента XI. Община построила на острове монастырь, церковь, библиотеку (свыше 150 тыс. томов) и превратила остров в центр ориенталистских исследований.
Остров святого Лазаря стал центром возрождения армянского образования и культуры. В 1816 году на острове часто останавливался Байрон, который знакомился с армянской культурой и изучал армянский язык. Комната, где жил Байрон, сейчас используется как его музей.
В настоящее время на острове монахами проводятся экскурсии, в ходе которых посетители знакомятся с большой коллекцией восточных древностей, включающей полностью сохранившуюся египетскую мумию.

## Галерея

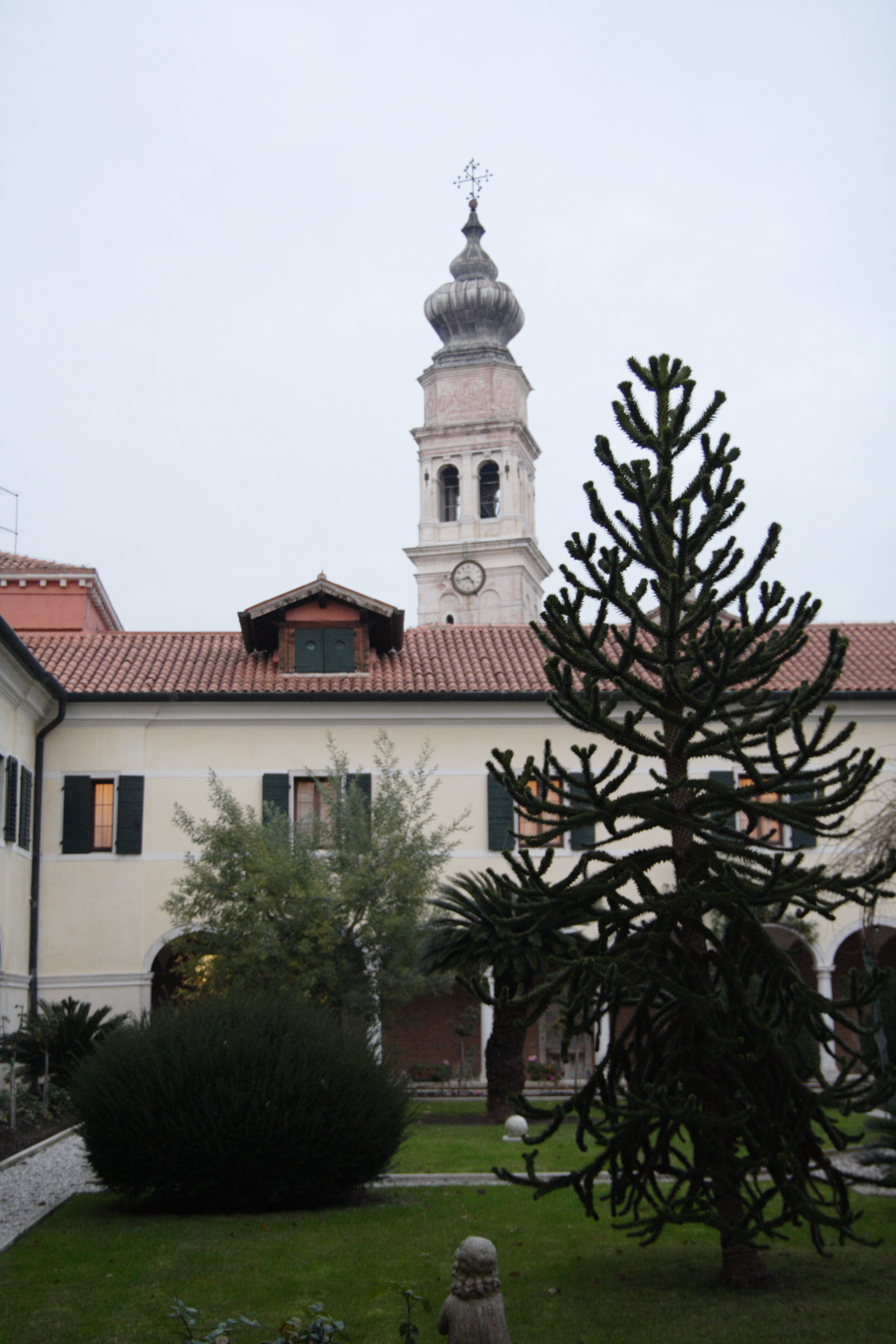
Монастырская колокольня